# Янотовский, Василий Григорьевич
Васи́лий Григо́рьевич Яното́вский (2 января 1976, Первомайский, Читинская область, СССР) — российский футболист. Выступал на позиции полузащитника.

## Карьера
Воспитанник читинского футбола, один из старожилов «Томи», многолетний капитан команды, за которую выступал с 1999 по 2010 год. В 2004 году был признан лучшим игроком «Томи».
В межсезонье-2007 появилась информация о том, что Янотовским интересуется «Локомотив», но в команду Анатолия Бышовца Василий так и не перешёл.
С приходом Дмитрия Мичкова Янотовский не всегда стал выходить на поле в стартовом составе. Итогом этого стал переход в середине сезона 2010 года в команду из Хабаровска «СКА-Энергия»..
В марте 2011 года перешёл в «Кузбасс».
В августе 2011 года подписал контракт с клубом «Симург» из Азербайджана, который возглавлял Сергей Юран..

## Клубная статистика
| Сезон | Клуб                     | Чемпионат          | Чемпионат | Кубок |
| ----- | ------------------------ | ------------------ | --------- | ----- |
| 1994  | Заря (Ленинск-Кузнецкий) | 1 лига             | 3 (0)     | -     |
| 1995  | — // —                   | 1 лига             | 32 (1)    | 1 (0) |
| 1996  | — // —                   | 1 лига             | 37 (3)    | 2 (0) |
| 1997  | — // —                   | 1 лига             | 33 (1)    | 3 (0) |
| 1998  | — // —                   | 2 дивизион. Восток | 19 (1)    | 1 (0) |
| 1999  | Томь                     | 1 дивизион         | 19 (2)    | 2 (1) |
| 2000  | — // —                   | 1 дивизион         | 18 (0)    | 2 (0) |
| 2001  | — // —                   | 1 дивизион         | 29 (0)    | 2 (0) |
| 2002  | — // —                   | 1 дивизион         | 29 (1)    |       |
| 2003  | — // —                   | 1 дивизион         | 24 (0)    | 3 (1) |
| 2004  | — // —                   | 1 дивизион         | 38 (0)    | 3 (0) |
| 2005  | — // —                   | РФПЛ               | 25 (0)    | 1 (0) |
| 2006  | — // —                   | РФПЛ               | 19 (0)    | 1 (0) |
| 2007  | — // —                   | РФПЛ               | 13 (0)    | 3 (0) |
| 2008  | — // —                   | РФПЛ               | 13 (0)    | 1 (0) |

## Достижения
- 2-е место в первом дивизионе России (выход в высший дивизион): 2004
- 3-е место в первом дивизионе России: 2002, 2003

## Личная жизнь
Женат. Есть сын и дочь.
По словам тренера Валерия Петракова, в бытность игроком Янотовский любил посещать казино и играть в азартные игры, но только под влиянием супруги Юлии смог побороть эту привычку.